# Програмне забезпечення для комп'ютерної тривимірної графіки
Програмне забезпечення для тривимірної графіки відноситься до програм для створення комп'ютерно згенерованих тривимірних зображень. В цій статті перечислене програмне забезпечення, розділене на категорії за етапом виробництва тривимірних зображень (межі умовні).

## Програмне забезпечення для моделювання та анімації
Програми для створення анімацій вказані теж у цій групі.

### 0-9
- 123D
- AC3D (Inivis) — застосунок для тривимірного моделювання, що з'явився в 1990-х роках на платформі Amiga. Використовується в багатьох галузях, MathWorks активно рекомендує його[1], зважаючи на ціну та сумісність. AC3D не має власного рендерера, але може генерувати вихідні файли для RenderMan та POV-Ray

- 3Delight
- 3DCoat — українська програма для тривимірного моделювання, скульптингу, текстурування та рендерингу.
- 3DCrafter
- 3ds MAX (Autodesk), з оригінальною назвою 3D Studio MAX, всеосяжний та універсальний тривимірний застосунок, що використовується у створенні фільмів, телебаченні, відеоіграх та архітектурі для Windows та Apple Macintosh. Може використовувати такі рендерингові опції, як Brazil R/S, finalRender та V-Ray

### A
- AC3D
- Aladdin4D (DiscreetFX), створений для Amiga, спочатку розроблявся Adspec Programming. Після придбання DiscreetFX, він є мультиплатформеним для Mac OS X, Amiga OS 4.1, MorphOS, Linux, AROS та Windows
- Anim8or
- Animation:Master з HASH, Inc — моделюючий та анімаційний пакет, що фокусується на простоті використання. Його сильна сторона в анімації персонажів
- Aqsis
- Art of Illusion
- AutoQ3D Community

### B
- Blender (Blender Foundation) — це вільна відкрита студія для тривимірної анімації, моделювання, рендерингу та текстурування. Розроблений у GPL та доступний для більшості платформ, включаючи Windows, OS X, Linux, BSD, та Solaris;
- BRL-CAD;
- Bryce (DAZ Productions) найбільш вживаний для створення пейзажів та 'мальовничих' візуалізацій, має унікальний інтерфейс. Daz3d припинив свій розвиток і не сумісний з MAC OS 10.7x або вище

### C
- Carrara (DAZ Productions) — повнофункціональний інструментарій для тривимірного моделювання, текстурування, рендерингу та анімації
- Cheetah3D запатентована програма для комп'ютерів Apple Macintosh, створена для 3D-художників з деякими середньо- та високоякісними особливостями
- CATIA;
- Cheetah3D;
- Cinema 4D (MAXON) — повнофункціональний 3D-пакет. Хоча у фільмах використовується для роботи з 2.5d, більшість користувачів — телебачення, графіка дизайн/візуалізація сцен. Створений для Amiga, також доступний для Mac OS X та Windows;
- CityEngine (Procedural Inc) — це застосунок для тривимірного моделювання, що спеціалізується на генеруванні трьохвимірних урбаністичних середовищ. CityEngine забезпечує ефективне створення детальних тривимірних моделей міст, доступне для Mac OS X, Windows та Linux
- Clara.io
- CloudCompare — програмне забезпечення з «хмарним» редагуванням
- Cobalt параметрична САПР та програма для тривимірного моделювання для Macintosh та Microsoft Windows. Інтегрує каркаси, поверхні вільної форми, фотореалістичний рендеринг (трасування променів) та анімацію.

### D
- DAZ Studio
- DX Studio

### E
- Electric Image Animation System (EIAS) — пакет для тривимірної анімації та рендерингу, доступний на Mac OS X та Windows. Відомий своєю якістю та швидкістю рендерингу, він не включає в себе моделятор. Популярний фільм Pirates of the Caribbean[2] та телесерія «Lost»[3] використовували це програмне забезпечення

### F
- FaceGen;
- FPrime;
- FreeCAD — повнофункціональне CAD/CAE ПЗ з відкритим кодом. Підтримується Python та інші моделі, наприклад CAM, Robotics, Meshing and FEM
- form•Z (AutoDesSys, Inc.) — програма моделювання твердих поверхонь. В основному використовується для моделювання, але підтримує рендеринг та анімацію. form•Z використовується в архітектурі, дизайні інтер'єрів, ілюстраціях, дизайні продуктів. Він підтримує плагіни та скрипти, має здатність до імпорту/експорту і був створений у 1991. Доступний для Mac OS X та Windows
- fragMOTION;

### G
- Gmax;
- Grome професійний моделятор сцен (ґрунт, вода, рослинність) для ігор та інших тривимірних застосунків.

### H
- Hexagon;
- Houdini (Side Effects Software) використовується для візуальних ефектів персонажів анімації. Використовувався у Disney's feature фільмі The Wild[4]. «Houdini» має нестандартний інтерфейс, що відноситься до так званих «NODE систем»

### I
- Inventor (Autodesk) The Autodesk Inventor створений для тривимірного дизайну механіки, симуляцій, створення інструментаріїв

### K
- K-3D
- KernelCAD

### L
- LightWave 3D (NewTek), вперше створений для Amiga, спочатку був частиною пакету Video Toaster. Вперше привернув увагу публіки у TV серіалі Babylon 5[5] та TV серіалі.[6][7][8] Lightwave is also used in a variety of modern film productions[9][10] Доступний для Windows та Mac OS X

### M
- MakeHuman
- MASSIVE — система тривимірної анімації для генерування візуальних ефектів натовпу для використання у фільмах та телебаченні. Спочатку розроблена для контролю масштабних CGI битв в The Lord of the Rings[11], Massive створює високоякісну анімацію [джерело?] і використовувалась у кількох багатобюджетних фільмах. Доступна для різноманітних Unix та Linux платформ та Windows
- Maya (Autodesk) — програма комп'ютерного моделювання, створення анімації і візуалізації. Використовується у фільмах, телебаченні та ігровій індустрії. Maya розвинулась до платформи з власною MEL мовою програмування. Доступний для Windows, Linux та Mac OS X
- Maya LT — це обрізана по функціоналу версія Maya акцентована на інструментах для ігрових розробників
- MetaCreations
- MicroStation
- MilkShape 3D
- MODO (Luxology) — інструмент для моделювання, текстуризації та рендерингу з підтримкою руху камери. Зараз використовується на телебачення та доступний для Windows та Mac OS X
- Moment of Inspiration
- Mudbox — високоякісна 3D-будівельна програма, що є першою у своєму роді. Програмний продукт був придбаний Autodesk в 2007
- Muvizu — програма для створення анімації;

### N
- NX (Siemens PLM Software) — програма для комп'ютерного механічного дизайну та інженерії.[12] NX доступна на таких операційних системах: Windows XP and Vista, Apple Mac OS X[13], and Novell SUSE Linux[14]

### O
- OpenFX;

### P
- Poser (Smith Micro) Poser — це програма для тривимірного рендерингу та анімації, оптимізована для моделей, що зображають фігуру людини у тривимірній формі і спеціалізується на персонажах, для яких задаються параметри. Включає спеціальні інструменти для створення циклу ходьби, одягу та волосся
- PowerAnimator

### R
- RealFlow — симулює і вимальовує системи частинок твердих тіл і рідин
- Realsoft3D Real3D — програмне забезпечення для тривимірного моделювання, анімації, симуляції та рендерингу, доступне для Windows, Linux, Mac OS X та Irix
- Remo 3D — комерційний інструмент для тривимірного моделювання, що спеціалізується на створенні тривимірних моделей для візуалізацій у реальному часі, доступний для Windows та Linux
- Rhinoceros 3D — комерційний інструмент для моделювання, що має відмінну підтримку для вільного редагування NURBS

### S
- Sculptris;
- Shade 3D — комерційний інструмент для моделювання/рендерингу/анімації з Японії з підтримкою імпорту/експорту в Adobe, Social Worlds, та QuickTime серед інших.
- Seamless3d — програмне забезпечення, сфокусоване на створенні персонажів анімації. Воно безкоштовне, open source з ліцензією MIT;
- Silo (Nevercenter) — програма моделювання поверхонь, доступний для Mac OS X таWindows. Silo не включає в себе рендерер;
- Simplygon;
- SketchUp Pro (Trimble) — програма моделювання пакет, що підтримує двовимірні та тривимірні моделі. Безкоштовна версія також доступна та інтегрована в Google Earth;
- SquidNet-NDP;
- Softimage (Autodesk) — (колишній Softimage|XSI) пакет для тривимірного моделювання та анімації, що інтегрується з mental ray рендерингом. Подібний до Maya та 3ds Max і використовується у створенні професійних фільмів, рекламних роликів, відеоігор, та інших медіа;
- Solid Edge (Siemens PLM Software) — комерційне застосування для дизайну, розробки, аналізу, та симуляції продуктів, систем, машин та інструментів. Всі версії включають поелементне параметричне моделювання, монтажне моделювання, креслення, листового металу, зварюваних деталей, вільний дизайн поверхонь та управління даними.[15] Програма має скрипти в Visual Basic та C programming;
- solidThinking (solidThinking) — програма для тривимірного моделювання твердих поверхонь та рендеринг у вигляді дерев. Дерево це «історія» процесу створення моделі, що оновлюється в реальному часі, коли модифікації задані точками, кривими, параметрами або цілими об'єктами;
- SolidWorks (SolidWorks Corporation) застосування для дизайну, деталізації та валідації продуктів, систем, машин та оснащення. Всі версії включають моделювання, збірки, малювання, sheetmetal, зварюваних деталей, and freeform surfacing functionality. Він підтримує сценарії Visual Basic та C;
- Spore (Maxis) — програма дозволяє користувачам створювати власні повнофункціональні створіння зі зручним інтерфейсом. Гра включає експортер COLLADA, отже моделі можуть бути завантажені та імпортовані в інше тривимірне програмне забезпечення. Моделі можуть бути прямо імпортовані в такі створювачі ігор, як Unity;
- Swift 3D (Electric Rain) відносно недороге застосування для тривимірного дизайну, моделювання та анімації, націлене на початківців у 3D та Adobe Flash дизайнерів. Swift 3D підтримує векторну та тривимірну анімації для Adobe Flash та Microsoft Silverlight XAML;

### T
- Typestry;
- Terragen;
- trueSpace;

### V
- Vue (E-on Software) — інструмент для створення, анімації та рендерингу тривимірних природних середовищ. Використаний, зокрема, для створення тла джунглів у другій та третій частинах фільму Пірати Карибськго моря.[16];

### W
- Wings 3D — має ліцензію BSD;

### Z
- ZBrush (Pixologic) цифровий створюючий та анімуючий інструмент, що комбінує 3D/2.5D моделювання, текстурування та малювання. Він доступний для Mac OS X та Windows. Використовувався для карт низького розширення, щоб зробити їх на вигляд більш детальними;

### Б
- БудКАД — український САПР для будівництва на основі IntelliCAD, аналог AutoCAD.

## 0-9
- 3Delight — запатентований RenderMan рендерер;

## A
- Adobe Photoshop може імпортувати моделі з програм таких як zbrush та 3ds max, дозволяє додавати складні текстури;
- AIR;
- Angel (рендер);
- AQSIS — безкоштовний та відкритий з стандартом RenderMan;
- Arion Render — (GPU);
- Arion — (CPU) ;
- Arnold — (CPU);
- ART;
- Artlantis (Render, Studio) — (CPU) нефотореалістичний рушій тривимірного рендерингу;
- Artlantis (Render, Studio) (з вибором в налаштуваннях активного двигуна візуалізації — Maxwell Render) — (CPU);

## B
- BMRT (Blue Moon Rendering Tools) — (CPU), (поширення зупинено);
- Brazil IR — (CPU);
- Brazil R/S;
- BusyRay;

## C
- COLORWAY — програма, яка створює з одного прийнятого дизайнерського оформлення проекту декілька, підбираючи авто алгоритмом текстури;
- Corona render — (CPU+GPU);
- Cycles Render — (CPU);

## E
- Entropy — (CPU), (продаж зупинено);

## F
- FinalRender — (CPU);
- Freestyle — вільний (ліцензія GPL) нефотореалістичний рушій тривимірного вимальовування[17];
- Freestyle — вільний не фотореалістичний рендерер[18]. Зокрема, інтегрований у Blender;
- Fryrender — (CPU);

## G
- Gelato (розробка зупинена у зв'язку з покупкою NVIDIA, mental ray);

## H
- Holomatix Renditio (інтерактивний рейтрейсер);
- Hypershot;

## I
- Indigo — (CPU);
- IndigoRT — (GPU);
- iRay — (CPU);

## K
- Kerkythea
- Kerkythea — безкоштовна рендерингова система, що підтримує трасування променів. Може інтегруватися з 3ds Max, Blender, SketchUp, та Silo. Kerkythea це автономний рендерер, що використовує фізично точні матеріали та освітлення;
- Keyshot;

## L
- Lumion — (GPU) нефотореалістичний рушій тривимірного рендерингу;
- LuxRender — (CPU);

## M
- Mantra renderer — (CPU);
- MARI — програмний продукт для тривимірного текстурування;
- Maxwell Render — (CPU);
- mental ray — (CPU);
- Meridian;

## O
- Octane Render — (GPU);

## P
- Pixie — фотореалістичний рендерер з відкритим кодом;
- POV-Ray;

## R
- RenderDotC;
- RenderMan (PhotoRealistic RenderMan, Pixar's RenderMan или PRMan) — (CPU);
- Rendition — (CPU);

## S
- Shaderlight — (CPU);
- Showcase — (CPU);
- SmallLuxGPU — (GPU);
- Substance Designer;
- Sunflow — фотореалістичний рендерер, написаний на Java;

## T
- Thea Presto — (CPU+GPU);
- Thea — (CPU+GPU);
- Turtle — (CPU) з 2014 року вбудований в Maya LT 2015;

## V
- V-Ray — (CPU);
- VrayRT — (CPU, GPU);

## Y
- YafaRay;
- YafRay — рендерер, розроблений в LGPL. Більше не підтримується.

## Z
- ZYNC Render

## Програмне забезпечення для композитингу, постобробки (пост-продакшену)
- After Effects
- Apple Motion
- Apple Shake
- Autodesk Flint, Flame & Inferno
- Autodesk Toxic — з 2009 року не існує, як окремий продукт, а інтегрований у деякі програмні продукти Autodesk (наприклад Maya);
- Isotropix Clarisse iFX;
- Fusion
- NUKE

## Інше програмне забезпечення для 3D (вювери, конвертори та ін)
- CySlice — програма для конвертування (натягування) 3D-сканованої моделі сплайновою суцільною («водонепроникною») сіткою та іншими додатковими функціями. Можливість імпортування: Cyberware Ply Files, STL (Stereo Lithography) Files, OBJ Files; експортування: IGES 106 (Copious Data), IGES 126 NURBS Splines, IGES 128 NURBS Surfaces, Cyberware Ply (for Subdivision Surfaces and Polymeshes), OBJ (for Subdivision Surfaces and Polymeshes), TIFF Image Files, TIFF 16 Image Files. Розробник Cyberware;
- Paraform — програма для конвертування (натягування) 3D-сканованої моделі сплайновою суцільною («водонепроникною») сіткою. Розроблена однойменною компанією. Остання версія 2 була випущена в 2002 році для платформ Windows NT, 2000 або Irix. На даний час продукт не розвивається.